# بدر (عمان)

منطقة بدر إحدى مناطق أمانة عمان الكبرى التي تشكل لواء قصبة عمان التابع لمحافظة العاصمة في المملكة الأردنية الهاشمية. تقع في الجزء الجنوبي من وسط ألعاصمة الأردنية عمّان وتتكون من خمسة أحياء.

## مساحتها
تبلغ مساحتها (10,000)م² وبنسبة (0,06) من مجموع مساحة أمانة عمان الكبرى وبعدد سكان (250000) نسمة.

## الحدود التنظيمية
تحدها تنظيميا أربع من المناطق هي (راس العين – أم قصير والمقابلين والمدينة وزهران).